# Дженьюари, Том
Томас Тарстон Дженьюари (англ. Thomas Thurston January; 8 января 1886, Сент-Луис — 25 января 1957, там же) — американский футболист, серебряный призёр летних Олимпийских игр 1904.

## Биография
На Играх 1904 в Сент-Луисе Дженьюари выступал за первую сборную США, представленную командой местного Колледжа христианских братьев, за которую также выступали его братья: Джон и Чарльз. Они проиграли матч Канаде, сыграли вничью, а затем выиграли встречу с другой американской командой и заняли в итоге второе место, получив серебряные медали. Томас был капитаном команды, а также представлял колледж в соревнованиях по американскому футболу.
10 января 1911 года женился на Маргарет Маккарти, у них родилось четверо детей.